# Kvarnsvedens IK
Der Kvarnsvedens Idrottsklubb (kurz: Kvarnsvedens IK oder KIK; deutsch Kvarnsvedens Sportverein) ist ein Fußballverein in der zentralschwedischen Stadt Borlänge, Dalarnas län.

## Geschichte
Der Kvarnsvedens Idrottsklubb gründete sich 1962 unter dem Namen BTK Verdandi, 1970  gab sich der Verein den aktuellen Namen. Die Männermannschaft des Klubs spielte im Laufe der Zeit vornehmlich im mittleren und unteren Ligabereich. Ende der 1980er bzw. Anfang der 1990er Jahre spielte sie zeitweise in der dritthöchsten Spielklasse, konnte sich dort jedoch nicht dauerhaft behaupten.
Die Frauenfußballmannschaft war umso erfolgreicher und spielte mehrere Jahre zweitklassig. 2015 stieg sie in die Damallsvenskan auf und beendete ihre erste Erstliga-Spielzeit auf dem neunten Tabellenplatz. Mit nur vier Saisonsiegen verpasste die Frauschaft, obwohl sie mit 41 Saisontoren die dritterfolgreichste Angriffsreihe der Serie stellte, in der folgenden Spielzeit gemeinsam mit Tabellenschlusslicht KIF Örebro den Klassenerhalt, stellte dabei mit Tabitha Chawinga aus Malawi aber die Torschützenkönigin der Meisterschaft. Als Tabellenvierte der Elitettan verpassten die Frauen den direkten Wiederaufstieg.